# Scutum (bouclier)
Pour les articles homonymes, voir Scutum.
Le scutum (au pluriel scuta) est le bouclier utilisé par les soldats romains. Sa forme et sa taille sont variables selon les époques et le corps de troupe, le scutum des légionnaires étant notamment différent de celui des auxiliaires.

## Terminologie
En latin, le mot scūtum est un terme générique s’appliquant à une large gamme de boucliers, généralement de forme quadrangulaire. En cela il se distingue du clipeus et de la parma ou parmula, qui désignent respectivement un grand et un petit bouclier rond. Dans son De lingua Latina, Varron indique que le mot est dérivé du terme sectūra, qui décrit l’action de couper, parce qu’il est fait de bois finement coupé. Il s’agit néanmoins probablement d’étymologie populaire.
Dans certains cas, le terme scutum se voit accolé un adjectif précisant sa taille ou sa forme : le scutum planatum est ainsi un bouclier quadrangulaire plat. Cependant, il n’existe pas d’occurrence d’un adjectif ayant spécifiquement désigné le bouclier quadrangulaire courbé, alors qu’à l’époque contemporaine le terme scutum est le plus souvent associé à ce modèle spécifique, en dépit qu’il s’agisse au sens strict d’un usage fautif.
Il est à noter enfin l’existence dans la terminologie romaine d’un autre type de bouclier, l’ancile – généralement utilisé au pluriel sous la forme ancilia, qui n’est pas destiné au combat mais est un bouclier sacré : dans la religion romaine il s’agit d’un don de Mars garantissant la puissance de Rome et les ancilia sont donc précieusement conservés sous la garde des Salii.

## Histoire

### Origines
L’équipement utilisé par les soldats romains à l’époque royale et au début de la République, est très mal connu, mais il est probable qu’ils combattent à la manière grecque. Le bouclier alors utilisé est appelé clipeus en latin, mais est de fait identique ou très similaire à l’aspis dit koilè utilisé par les hoplites grecs. Cependant, il semble qu’il existe déjà à cette période un bouclier quadrangulaire utilisé en parallèle du bouclier rond.
D’après Denys d’Halicarnasse, c’est au IVe siècle av. J.-C., dans le contexte des guerres samnites, que le clipeus est largement remplacé par un bouclier quadrangulaire allongé et aux bords arrondis, alors que l’armée romaine abandonne en même temps la légion hoplitique pour la légion manipulaire. Il est possible que ce bouclier ait eu une origine celte, avec lequel il partage l’arête centrale en forme d’épi (spina). Toutefois la comparaison est basée sur les premières représentations du scutum, qui datent au plus tôt du IIe siècle av. J.-C., et pourraient donc être le résultat d’évolutions postérieures d’une forme primitive inconnue.

### Évolutions
Entre la fin de la République et le Principat d’Auguste le scutum des légionnaires devient plus court et se rapproche davantage de l’ovale. Par ailleurs, une autre forme apparaît au Ier siècle : le scutum rectangulaire avec des coins non plus arrondis mais formant des angles droits ou presque droits. Les deux formes coexistent néanmoins pendant tout le Principat et comportent probablement chacune de nombreuses variations de taille et d’aspect, les représentations artistiques étant assez hétérogènes. Au IIIe siècle, le type quadrangulaire s’est tellement raccourci qu’il est désormais totalement ovale. Il perd également progressivement sa courbure pour devenir plat. Il semble s’agir de la forme dominante, bien que le bouclier rectangulaire courbé est encore en usage, comme le montrent ceux découverts à Doura Europos.
Miroir des origines très diverses des auxiliaires, leurs scuta présentent des formes extrêmement variées pendant toute la période. Par conséquent, les différences dans les représentations sont plutôt liées à des motifs ethniques qu’à une évolution des formes dans le temps.

### Disparition
Le bouclier rectangulaire a plus ou moins disparu de l’équipement des légionnaires au début du IVe siècle, supplanté par le type ovale qui poursuit son raccourcissement, certains exemplaires allant même jusqu’à devenir circulaires.

## Production et entretien
Les boucliers sont principalement en bois, Pline l’Ancien recommandant le peuplier, le saule, le bouleau, le sureau, le citronnier ou le figuier, qui offrent d’après lui une meilleure résistance à la pénétration. Le bois n’est généralement pas utilisé sous forme de planches, mais de panneaux de contreplaqué. L’umbo peut être en fer forgé ou en alliage cuivreux mis en forme au tour. Cette dernière méthode tend toutefois à produire des pièces moins solides. Les bordures sont faites de divers métaux, comme le fer, le bronze ou d’autres alliages de cuivre. Certaines étapes de fabrication demeurent mal connues, notamment la manière dont les boucliers courbés étaient mis en forme.
En dehors du combat, le scutum est recouvert d’une housse, ou tegimenta, qui est retirée juste avant la bataille. Cette housse semble avoir été généralement en cuir et dispose parfois d’un écusson indiquant la légion à laquelle appartient le porteur du bouclier.

## Utilisation

### Usage défensif

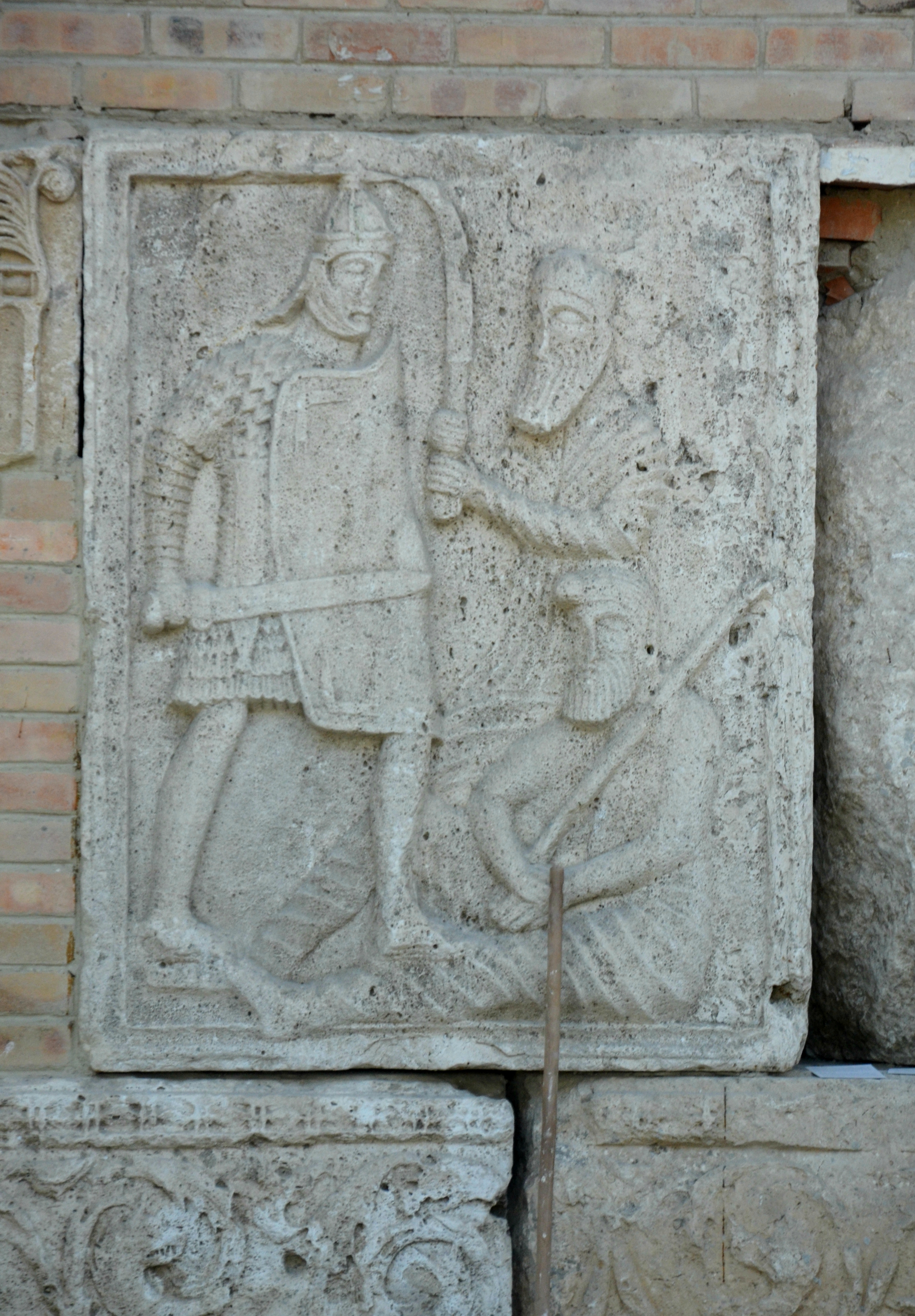
Métope du Tropaeum Traiani montrant un légionnaire en position de garde.

Le but premier du bouclier est d’être une arme défensive servant à protéger son porteur. La posture défensive standard consiste à avoir la jambe et le bras droits en arrière, ce dernier tenant le glaive à l’horizontale, prêt à frapper d’estoc, la jambe gauche est en avant et fléchie, la main gauche agrippe la poignée horizontale par le haut et place le bouclier en avant de sorte que son axe soit aligné avec le genou ; enfin le légionnaire rentre la tête dans les épaules de sorte que seuls ses yeux dépassent au-dessus du bouclier. Cette posture permet au soldat de s’adapter rapidement pour parer des coups portés de face, par le dessus ou le dessous.
À distance, le scutum offre une très bonne protection contre les balles de fronde et les flèches, mais sa protection contre les javelots et les pilums n’est pas absolue et il n’offre aucune protection face aux projectiles à haute vélocité des scorpions et autres types de catapultes.

### Usage offensif

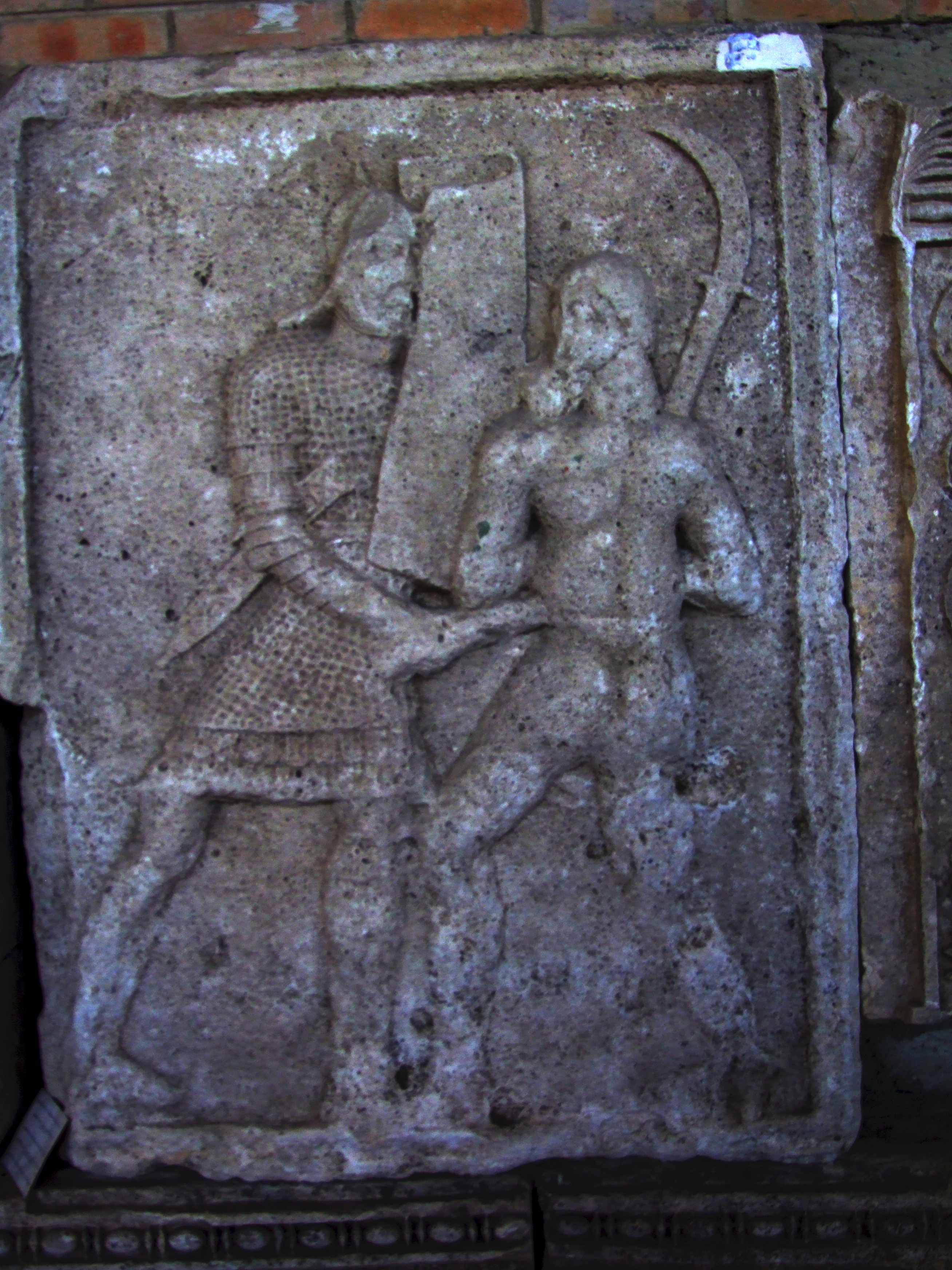
Métope du Tropaeum Traiani montrant un légionnaire donnant un coup au visage de son adversaire avec l’umbo avant de le frapper de son glaive.

Les sources montrent que les Romains utilisent aussi fréquemment le scutum de manière offensive. Le mouvement le plus fréquent semble avoir été de frapper le visage de l’opposant avec l’umbo puis d’enchaîner immédiatement avec un coup d’estoc porté au ventre avec le glaive. Un autre mouvement visible sur les représentations figurées est un coup asséné aux jambes avec la bordure inférieure ou, plus rarement, au visage avec la bordure supérieure.

## Typologie

### Légionnaire républicain

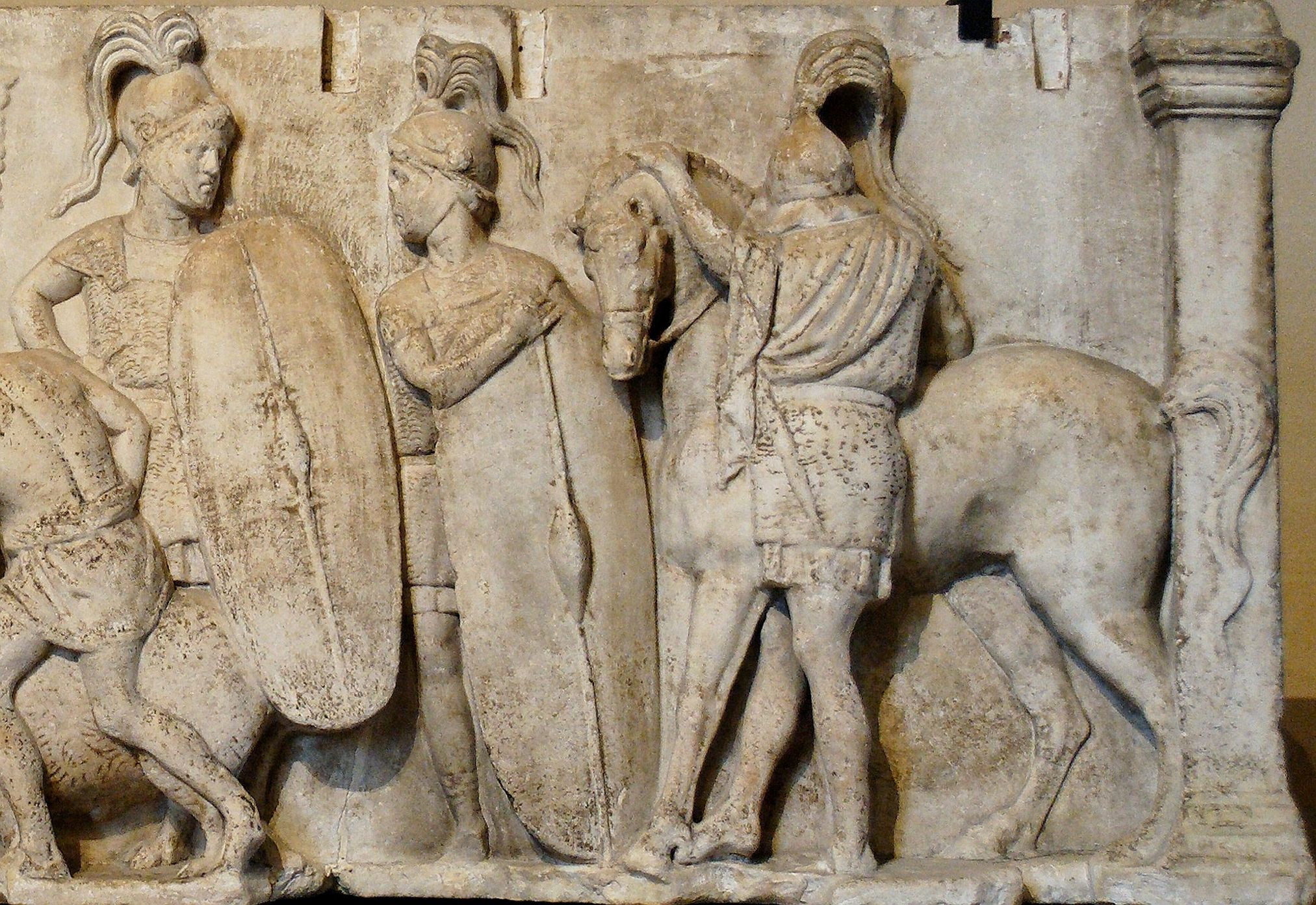
Légionnaires équipés de scuta sur l’autel de Domitius Ahenobarbus.

D’après Polybe, les hastati sont équipés d’un scutum mesurant 118 cm de long pour 74 cm de large, avec une épaisseur de 7 cm sur le bord. Il est constitué de deux planches collées ensemble et couvertes sur la face extérieure d’une épaisseur de toile puis par du cuir de veau. L’umbo est métallique et ses bordures supérieures et inférieures sont protégées par des bandes en métal. Cette description ne concorde pas exactement avec les représentations artistiques du IIe siècle av. J.-C., comme l’autel de Domitius Ahenobarbus et diffère également sensiblement de l’exemplaire découvert à Kasr El-Harit (voir plus bas), qui est en revanche proche des images figurant sur le monument.
Les différentes sources permettent toutefois d’avoir une idée générale de l’aspect du scutum du légionnaire de cette période. D’une hauteur comprise entre 120 et 130 cm, il est construit en contreplaqué avec des bandes se succédant en couches horizontales et verticales et recouvertes de textile ou de cuir. Il comprend en son centre un umbo en bois ou en métal en forme de grain d’orge et prolongé à ses extrémités haute et basse par des arêtes en bois. Aucun élément ne permet de savoir si les boucliers de ce type étaient ornés de motifs décoratifs ou s’ils étaient de couleur unie : les représentations ne montrent aucune décoration, mais ces sculptures étant peintes à l’origine, cette absence pourrait simplement être liée à la disparition de la couche picturale.
Ce scutum fournit une très bonne protection à son porteur de par ses dimensions et sa forme, qui couvrent le porteur de la cheville à l’épaule et enveloppe son côté gauche, ainsi que par sa construction en bandes entrecroisées, qui fournit une meilleure résistance à la perforation et à la coupe qu’un assemblage de planches. D’après Polybe, outre la protection physique, ce bouclier a également un effet psychologique sur ses porteurs, qui, se sentant bien protégés, sont davantage confiants au combat.

### Modèles d’entraînement
D’après Végèce, les boucliers utilisés au combat ne sont pas pareils que ceux servant à l’entraînement. Ces derniers sont en osier, d’où leur nom de scuta de vimine, mais ont surtout la particularité d’être lestés avec du plomb afin de peser le double du bouclier standard. Il en résulte que ces boucliers devaient peser entre 11 et 15 kg, l’idée étant d’habituer les soldats à un poids plus lourd afin que le bouclier de combat soit plus facile à manier dans la bataille.

## Découvertes archéologiques

### Bouclier de Kasr El-Harit
Le bouclier de Kasr El-Harit, dans le Fayoum, a été découvert par des archéologues britanniques à la fin du XIXe siècle. Il est parfois décrit comme le plus ancien exemplaire de scutum découvert, mais cette attribution doit être nuancée. En effet, il a probablement appartenu non pas à un légionnaire, mais plutôt à un mercenaire celte au service du royaume lagide. Toutefois, la ressemblance étroite entre ce bouclier et les représentations romaines de scuta du IIe siècle permet de penser qu’il est probablement très proche de ceux-ci.
Le bouclier mesure au total 128 cm de haut et sa corde est de 65 cm, ce qui lui permet de couvrir 76% de la hauteur d’un homme de 168 cm de haut. Il est construit en contreplaqué de bouleau, ce qui implique qu’il n’a pas été produit localement mais importé. L’assemblage est réalisé en trois plis constitués de bandes de bois collées de 6 à 10 cm de large, les couches extérieures étant horizontales et celle entre les deux verticale. Peut-être dans le but de réduire la masse, qui devait osciller entre 8 et 10 kg, les bords extérieurs sont considérablement plus minces que le centre et ne dépassent pas 1 cm d’épaisseur. La structure en bois est couverte de deux pièces en feutre de laine, une pour la face intérieure et une pour l’extérieure, qui se cousues ensemble le long de la bordure avec de la ficelle. L’umbo est une pièce en bois en forme de grain d’orge de 0,6 cm d’épaisseur et creusée à l’intérieur pour permettre l’installation de la poignée. Il est prolongé vers le haut et le bas par une arête en bois. Pratiquement aucune pièce métallique n’a été retrouvée à l’exception de quelques anneaux ayant probablement servis à attacher une sangle de suspension.